# Буйклиу, Николае
Николае Буйклиу (рум. Nicolae Buicliu; 6 сентября 1906, Корабия, жудец Олт — 18 апреля 1974, Бухарест) — румынский композитор и музыкальный педагог.
В 1926—1934 гг. учился в Бухарестской консерватории у Альфонсо Кастальди (гармония и контрапункт) и Димитрие Куклина (композиция и оркестровка), в 1937—1938 гг. совершенствовался в парижской Школе Сезара Франка, где изучал контрапункт у Альбера Бертлена и композицию у Ги де Лионкура. Также получил диплом по эстетике на философском факультете Бухарестского университета. До 1946 года преподавал музыку в лицее в Кэлэраши, после чего обосновался в Бухаресте. С 1949 года и до конца жизни профессор контрапункта в Бухарестской консерватории. Среди его учеников, в частности, Фелича Дончану.
Автор оперы «Боярыня Кьяжна» (рум. Doamna Chiajna; 1970, по повести Александра Одобеску) на сюжет из румынской истории XVII века, написанной на либретто известной румынской певицы Елены Черней, исполнившей на премьере в 1973 году заглавную партию. Буйклиу принадлежат также четыре симфонии, музыка к драме Мирчи Элиаде «Ифигения», фортепианный и скрипичный концерты, два струнных квартета, соната для виолончели и фортепиано и другие сочинения.
Лауреат Государственной премии Румынской народной республики (1951, 1952), Заслуженный деятель искусств (1957).